# Cattedrale dell'Immacolata Concezione (Pechino)

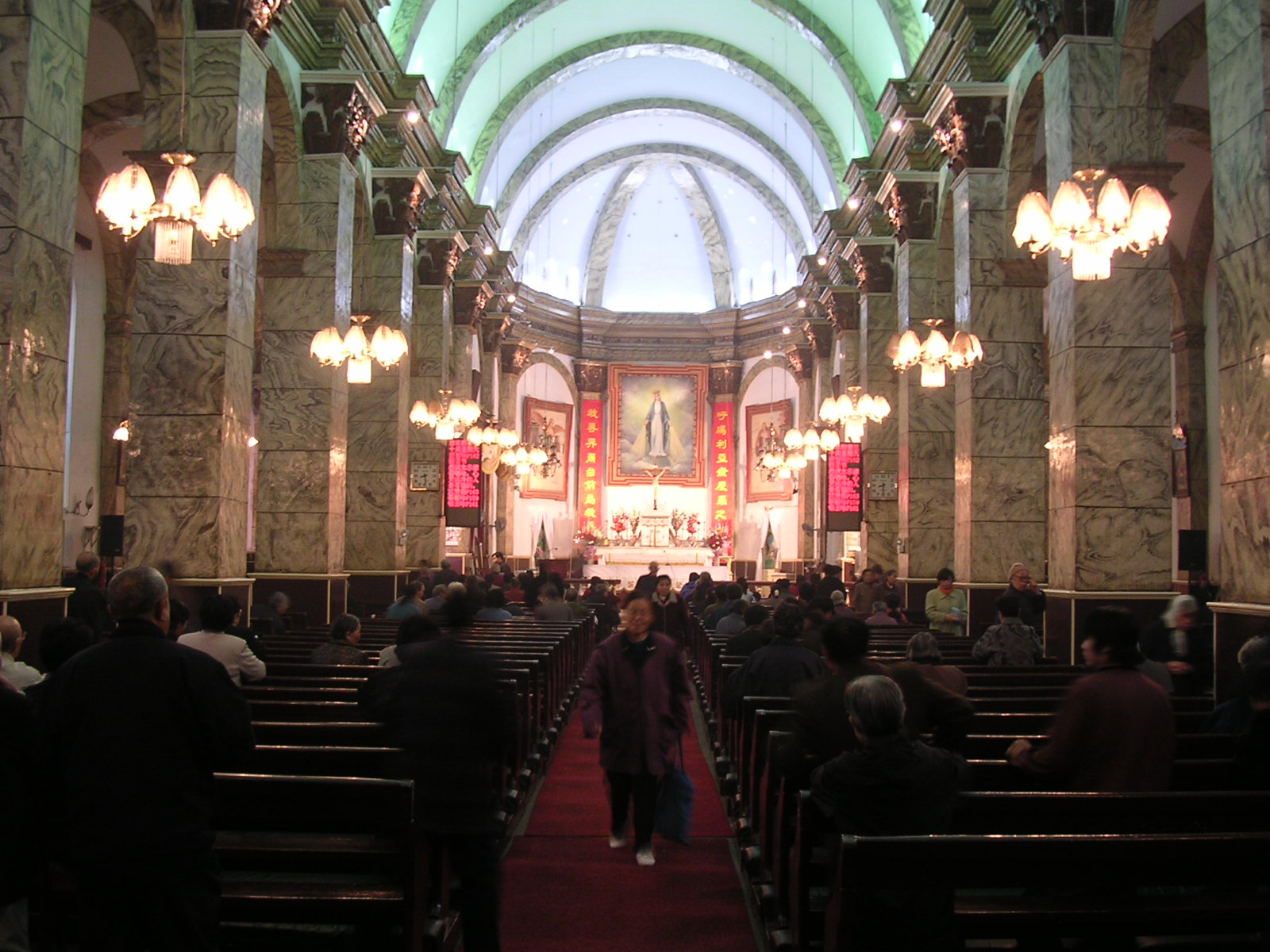
Interno di Nantang

La cattedrale dell'Immacolata Concezione di Pechino (cinese tradizionale 宣武门天主堂, pinyin Xuanwumen tianzhutang), nota anche come Nantang (南堂, Cattedrale meridionale) ai locali, è una chiesa cattolica storica di Pechino. Sebbene fondata nel 1605, la prima della città, la chiesa barocca attuale risale al 1904. L'attuale arcivescovo Joseph Li Shan, che ha assunto l'incarico nel settembre 2007, è uno dei pochi vescovi riconosciuti sia dalla Chiesa patriottica che dalla Santa Sede.

## Storia

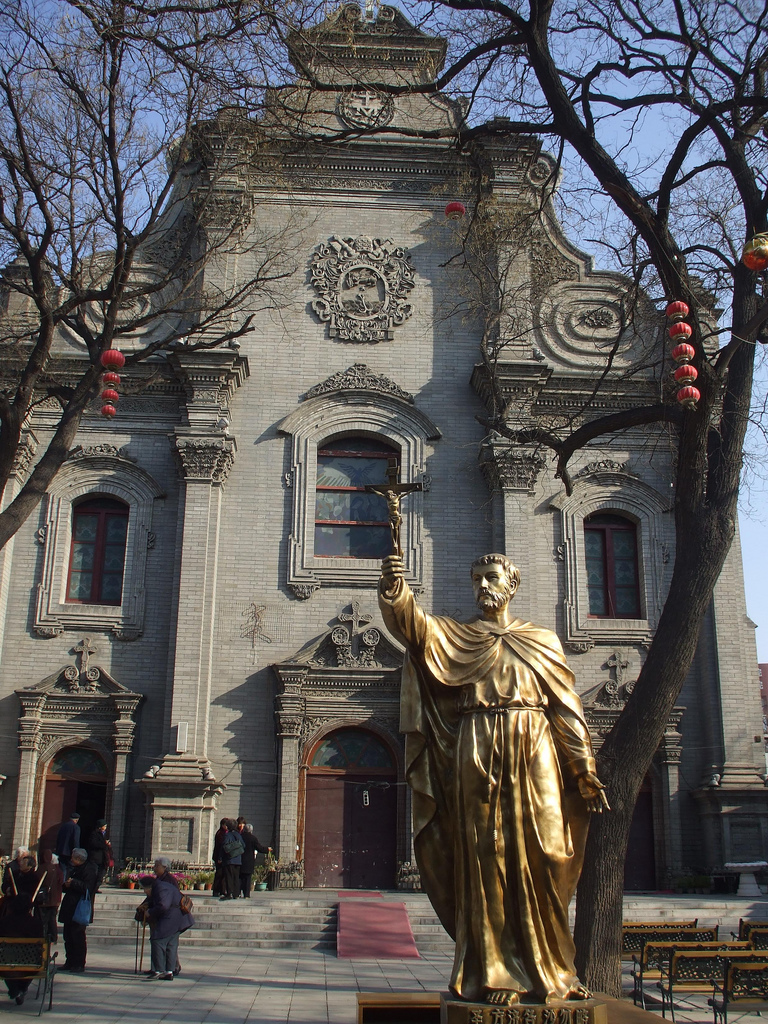
La facciata della cattedrale di Pechino. In primo piano la statua di Matteo Ricci.

La cattedrale dell'Immacolata Concezione fu fondata nel 1605, nel trentatreesimo anno di regno dell'Imperatore Wanli della dinastia Ming. Quando il gesuita italiano Matteo Ricci arrivò a Pechino, l'Imperatore permise che prendesse residenza leggermente ad ovest dell'attuale sito della Cattedrale, nel distretto Xuanwumen. Si trovava adiacente alla residenza una piccola cappella in stile cinese, distinguibile solo per una croce all'ingresso e allora chiamata Cappella Xuanwumen (宣武门礼拜堂).
Nel 1650, nel settimo anno di regno dell'imperatore Shunzhi della dinastia Qing, sotto la guida del gesuita tedesco Johann Adam Schall von Bell, iniziarono i lavori per una nuova chiesa sul sito della Cappella, con la costruzione terminata in due anni. La nuova chiesa ricevette il titolo di paifang con le parole 钦宗天道 (Rispetta gli insegnamenti della Via del Cielo).
L'imperatore Shunzhi era molto amico con Schall von Bell ed egli stesso visitò la chiesa ventiquattro volte durante il cantiere di costruzione, ordinandovi l'apposizione di una stele che indicava il permesso di costruzione per ordine imperiale (敕建). Nel 1690 Pechino ebbe il proprio primo vescovo cattolico, il francescano Bernardino della Chiesa, e la chiesa divenne una vera e propria cattedrale.
Nel 1703, durante il ventiquattresimo anno di regno dell'imperatore Kangxi, la cattedrale venne allargata e rinnovata, e dopo dieci anni la costruzione (costruita in stile europeo) poté dirsi finalmente completata. Questa cattedrale venne distrutta nel 1720 nel corso di un terremoto che scosse l'intera città, riaprendo così il cantiere della chiesa. La nuova cattedrale venne costruita con un progetto cruciforme e di stile barocco, con una lunghezza di 86 metri e una larghezza di 45 metri. La nuova cattedrale venne completata in breve tempo ma nel 1730 essa venne nuovamente danneggiata da un terremoto che però non la distrusse completamente. Fondamentale fu qui il contributo dell'imperatore Yongzheng che donò 1000 tael d'argento per le riparazioni che compresero la realizzazione di nuove finestre, più grandi e altre, il che aumentò sensibilmente la quantità di luce all'interno della struttura.
La cattedrale venne danneggiata da un incendio nel 1775 durante il quarantesimo anno di regno dell'imperatore Qianlong, il quale donò 10.000 taels d'argento per i lavori di ristrutturazione, oltre a donare alla cattedrale una tavoletta da lui stesso inscritta con incise le parole cinesi 万有真原, "La vera origine di tutte le cose".
Nel 1838 a causa dei costanti conflitti tra il potere e l'influenza crescente della chiesa cattolica in Cina, il governo imperiale decise di limitare l'attività della chiesa cattolica cinese e la stessa cattedrale venne sequestrata dallo stato rimanendo in tale posizione sino al termine della Seconda Guerra dell'Oppio quando ai cattolici venne permesso di continuare a officiare i loro riti. La cattedrale venne riaperta nel 1860 sotto la guida del vescovo Joseph Martial Mouly.
Con lo scoppio della Rivolta dei Boxer nel 1900 tutte le chiese di Pechino furono prese d'assalto dai vandali ed il 14 giugno 1900 la cattedrale venne rasa al suolo come molte altre chiese cattoliche pechinesi.
Nel 1904 l'attuale struttura venne completata, quarta chiesa su quel sito. Il 21 dicembre 1979 il vescovo Michael Fu Tieshan venne consacrato nella cattedrale, il che fu il principale evento della cattedrale dopo la rivoluzione culturale.